# Microselia beaveri
Microselia beaveri är en tvåvingeart som beskrevs av Ronald Henry Lambert Disney 1983. Microselia beaveri ingår i släktet Microselia och familjen puckelflugor.
Artens utbredningsområde är Zambia. Inga underarter finns listade i Catalogue of Life.